# Infection (film, 2019)
Pour les articles homonymes, voir Infection (homonymie).
Pour plus de détails, voir Fiche technique et Distribution.
Infection (titre original : Infección) est un film mexicano-vénézuélien réalisé par Flavio Pedota, sorti en 2019.

## Fiche technique
- Titre original : Infección
- Titre français : Infection
- Réalisation : Flavio Pedota
- Scénario : Yeimar Cabral et Flavio Pedota
- Photographie : Eduardo Servello
- Montage : William Pacheco
- Musique : Blake Matthew
- Pays de production :  Mexique |  Venezuela
- Format : Couleurs - 35 mm
- Genre : Film dramatique, Film d'horreur
Thriller
- Durée : 95 minutes
- Date de sortie : 2019

## Distribution
- Rubén Guevara : le docteur Adam Vargas
- Leónidas Urbina (es) : Johnny, le voisin d'Adam
- Genna Chanelle Hayes : le docteur Lucy Blake
- Ronnie Nordenflycht : le docteur Carlos Nieves
- Magdiel González : Luis
- Isabel Bertelsen : Ana, la femme de Johnny
- Luca de Lima : Miguel Vargas, le fils d'Adam
- Francis Rueda : Tina, la grand-mère de Miguel
- Anibal Grunn : Ángel, le grand-père de Miguel
- Johanna Juliethe : Blanca, la mère de Miguel (flashback)

## Récompense et distinctions

### Sélections
- Utopiales 2019 : sélection en compétition